# Histoire de l'Amérique andine

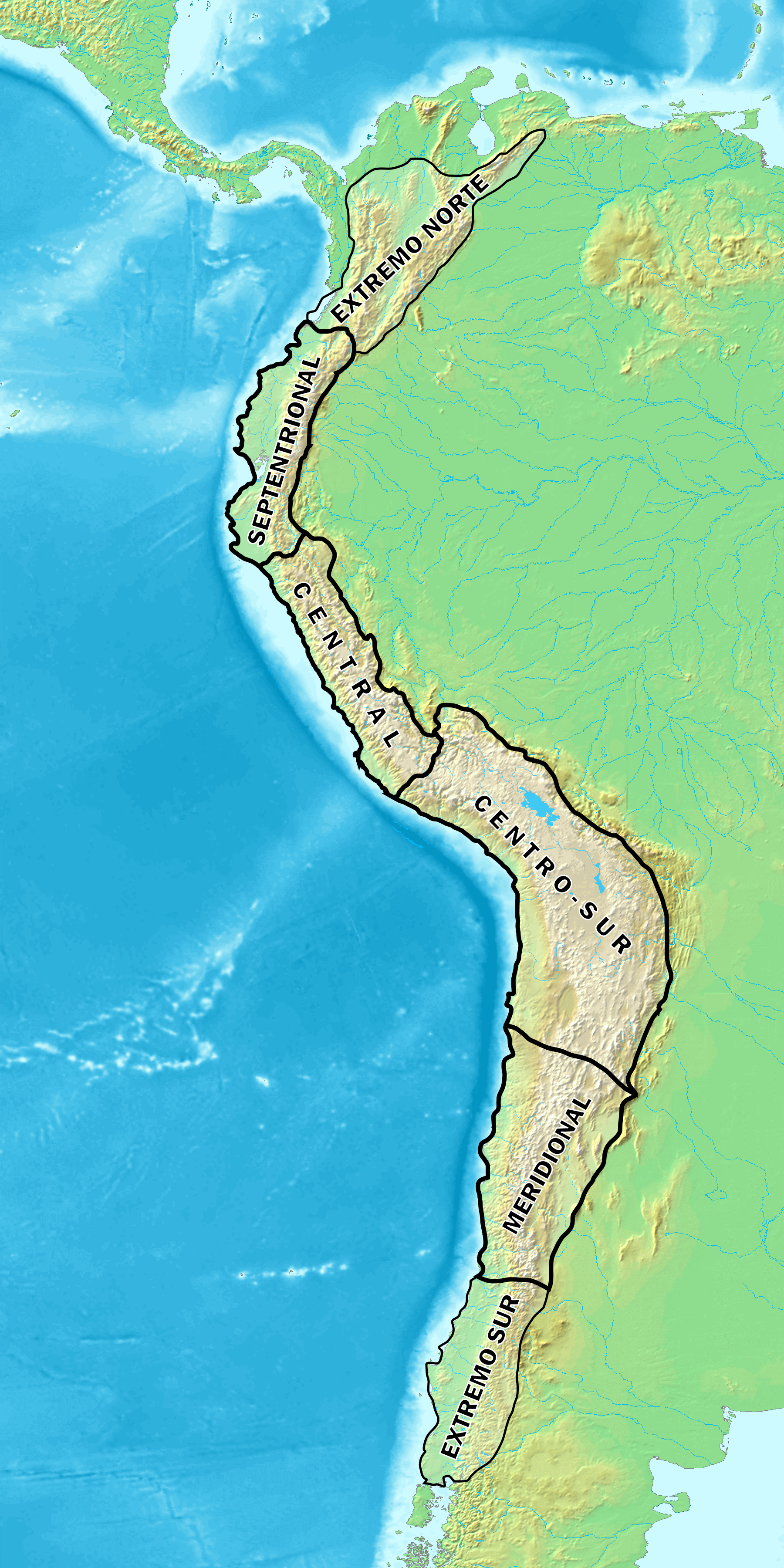
La chaîne de montagne des Andes dans l'ouest de l'Amérique du Sud.

L'histoire de l'Amérique andine s'étend d'environ 15 000 ans avant notre ère jusqu'à nos jours. Longue de 7 000 km, la région englobe des environnements montagneux, tropicaux et désertiques. La colonisation et l'occupation de la région ont été influencées par sa géographie et son climat uniques, ce qui a conduit au développement d'une culture et d'une société uniques.
Après leur arrivée en Amérique du Sud par l'isthme de Panama, les premiers hommes, répartis en groupes tribaux de chasseurs-cueilleurs, se sont répandus sur le continent. Les premières traces de peuplement dans la région andine remontent à environ 15 000 ans avant notre ère, au cours de ce que les archéologues appellent la période lithique. Au cours de la période précéramique andine (en) qui suit, les plantes commencent à être largement cultivées et la première société complexe, la civilisation de Caral-Supe, est apparue vers 3 500 avant notre ère et a perduré jusqu'en 1 800 avant notre ère. Des centres religieux distincts sont également apparus, comme la tradition religieuse Kotosh (en) dans les hautes terres.
Vient ensuite la période céramique. Diverses sociétés complexes se développent à cette époque, telles que la culture de Chavín, qui dure de 900 à 200 av. J.-C., la culture de Paracas, qui dure de 800 à 200 av. J.-C., puis la culture Nazca de 200 av. J.-C. à 800, la civilisation Moche, de 100 à 700, les empires Wari (en) et Tiwanaku (en), entre 600 et 1000, et Chimú, qui dure de 900 à 1470. Plus tard, une grande partie de la région andine est conquise par les Incas qui, en 1438, fondent le plus grand empire que les Amériques aient jamais connu, nommé Tahuantinsuyu, mais généralement appelé Empire inca. Les Incas gouvernent leur empire depuis la capitale de Cuzco, en suivant la tradition andine. L'empire inca naît du royaume de Cuzco, fondé vers 1230.
Au XVIe siècle, des colonisateurs espagnols venus d'Europe arrivent dans les Andes. Ils finissent par soumettre les royaumes indigènes et incorporent la région andine à l'empire espagnol. Au XIXe siècle, une vague montante de nationalisme anti-impérialiste balaie toute l'Amérique du Sud et conduit des armées rebelles à renverser le pouvoir espagnol. La région andine est alors divisée en plusieurs nouveaux États : le Pérou, le Chili, la Bolivie et l'Équateur. Le XXe siècle voit l'influence croissante des États-Unis dans la région, qui est de plus en plus exploitée pour ses réserves de gaz naturel. Cette situation conduit à la naissance d'un certain nombre de mouvements anti-impérialistes et socialistes qui s'opposent à l'implication des États-Unis et des multinationales dans les Andes.

## Période lithique: v.15000av. J.-C.–3500av. J.-C.
La période la plus ancienne au cours de laquelle l'homme a habité la région andine est la période lithique, parfois aussi appelée période archaïque précoce.

### Première colonisation

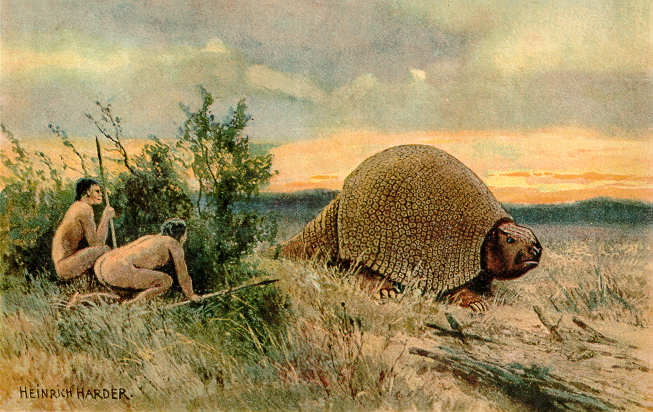
Illustration du début du XX représentant deux humains de la période lithique chassant un glyptodon en Amérique du Sud.

Après l'évolution de l'homme anatomiquement moderne en Afrique de l'Est il y a 200 000 ans, l'espèce se répand sur le continent africain, en Europe et en Asie. C'est à partir de la Béringie, entre la Sibérie en Asie du Nord-Est et l'Alaska dans le nord-ouest de l'Amérique du Nord, que l'homme atteint pour la première fois les Amériques. De là, les avant-gardes des groupes humains se dirigent vers le sud, colonisant le reste du continent avant d'atteindre l'isthme de Panama et de traverser le continent sud-américain,. Bien qu'il y ait eu quatre populations humaines génétiquement distinctes en Amérique du Nord, comme l'a montré l'analyse ADN, une seule de ces populations, celle connue sous le nom de Paléoaméricains, a poussé jusqu'au sud de la Mésoamérique et de l'Amérique du Sud, ce qui signifie que les habitants indigènes de ce dernier continent étaient génétiquement homogènes.
L'analyse comparative des croyances religieuses indigènes en Amérique du Sud a conduit les universitaires à soupçonner que les premiers colons paléoaméricains du continent auraient cru en un univers à plusieurs niveaux dans lequel la Terre était suspendue entre une sphère extérieure céleste et une sphère intérieure caverneuse. L'inceste aurait été fortement tabou, ce qui aurait permis d'éviter la consanguinité (un problème particulier compte tenu de l'homogénéité génétique des indigènes sud-américains), et le mariage aurait été contrôlé par des conventions sociales, telles que le développement de systèmes de dualité (en) sociétale.
Les premiers pionniers d'Amérique du Sud, qui migrent vers le sud à partir de l'isthme de Panama, évitent probablement la région montagneuse des Andes, car la partie supérieure de la cordillère était glaciale et froide, ce qui rendait la vie difficile et les premières populations auraient souffert d'hypoxie. Au lieu de cela, les premiers chasseurs-cueilleurs se cantonnent probablement aux marges du continent, où ils peuvent exploiter les ressources des rivières, des deltas et des lagunes d'eau salée. Progressivement, de génération en génération, au fur et à mesure que la population augmente, ces indigènes américains se répandent sur tout le continent, certains groupes atteignant finalement la région des Andes. Il est fort probable qu'ils aient d'abord habité les plaines côtières, ne se déplaçant dans les montagnes que pour s'approvisionner en ressources telles que l'obsidienne. Progressivement, au fur et à mesure que leurs descendants s'acclimatent à l'altitude, des groupes d'hommes commencent à se déplacer  et à habiter les points les plus élevés des Andes .
L'un des premiers sites andins connus à avoir fait l'objet d'une étude approfondie par les archéologues est celui de Monte Verde, dans le sud du Chili, qui a été daté au radiocarbone d'il y a 14 800 ans. Sur ce site, on a trouvé des preuves d'un établissement saisonnier le long des rives sablonneuses d'un ruisseau dans les forêts de pins subarctiques de la basse Cordillère méridionale, où l'on a trouvé des outils en bois et en pierre préservés, des restes de légumes sauvages tels que des pommes de terre, et les restes squelettiques de cinq ou six mammouths qui avaient été ramasés ou chassés par les occupants humains. D'autres sites de la période lithique ont été découverts dans la région andine, notamment Los Toldos (Santa Cruz) en Argentine, et San Vicente de Tagua Tagua, Cueva Fell (en) et Quero au Chili. Pikimachay, la grotte de Jaywamachay (à 40 km au sud-ouest d'Ayacucho), Huarago et Uschumachay au Pérou sont également importants. Les preuves mises au jour sur tous ces sites montrent qu'à cette époque, le cheval était l'espèce la plus chassée, même si le paresseux et le guanaco étaient également présents.

### Adaptation lithique
En raison de la diversité des zones géographiques de la région andine, des communautés uniques se développent pour s'adapter à leur situation particulière dans la région à la fin de la période lithique. Les archéologues ont défini ces différentes communautés par leurs types uniques d'outils en pierre, les décrivant comme la tradition du Nord-Ouest, la tradition côtière Paiján (en), la tradition lithique des Andes centrales et la tradition maritime de l'Atacama.
C'est également à cette époque que les communautés andines commencent à domestiquer les cultures, en transformant génétiquement diverses espèces de plantes à partir de leurs homologues sauvages.

## Période précéramique: v.3500av. J.-C.–v.2000av. J.-C.

### Vue d'ensemble
La période lithique est suivie par ce que les archéologues appellent la période précéramique, ou encore la période archaïque tardive, qui se caractérise par une complexité sociale croissante, une croissance démographique et la construction de centres cérémoniels monumentaux dans l'ensemble de la région andine. C'est cette dernière caractéristique qui reste la plus évidente pour les archéologues et qui indique qu'à cette époque, la société andine est suffisamment développée pour pouvoir organiser de grands projets de construction impliquant la gestion de la main-d'œuvre. La période précéramique voit également une augmentation de la population de la région andine, avec la possibilité que de nombreuses personnes aient été partiellement migratrices, passant la majeure partie de l'année dans les zones rurales mais se déplaçant vers les centres cérémoniels monumentaux pour certaines périodes qui étaient considérées comme ayant une signification particulière. La période précéramique est également marquée par des changements climatiques dans la région andine, car la fin de la période glaciaire entraîne la fin de la fonte des glaciers qui s'est produite toute au long de la période lithique, ce qui a eu pour effet de stabiliser le niveau des mers sur la côte ouest de l'Amérique du Sud.
Malgré ces changements, de nombreux éléments de la société andine sont restés identiques à ce qu'ils étaient au cours des millénaires précédents. Par exemple, comme son nom l'indique, la période pré-céramique est aussi une période au cours de laquelle la société andine n'a pas encore développé la technologie de la céramique et n'a donc pas de poterie à utiliser pour la cuisine ou le stockage. De même, les communautés andines de la période précéramique n'ont pas développé l'agriculture ni domestiqué la flore ou la faune, tirant l'essentiel de leur nourriture de la chasse ou de la cueillette, comme l'avaient fait leurs prédécesseurs de la période lithique, bien qu'il existe des preuves que certaines plantes sauvages aient commencé à être cultivées intentionnellement.

### Civilisation de Caral-Supe

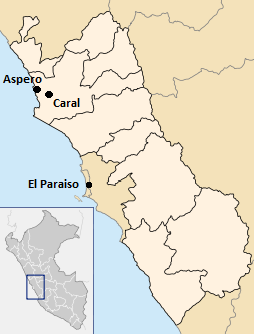
Carte des sites de Caral-Supe indiquant leur emplacement au Pérou.

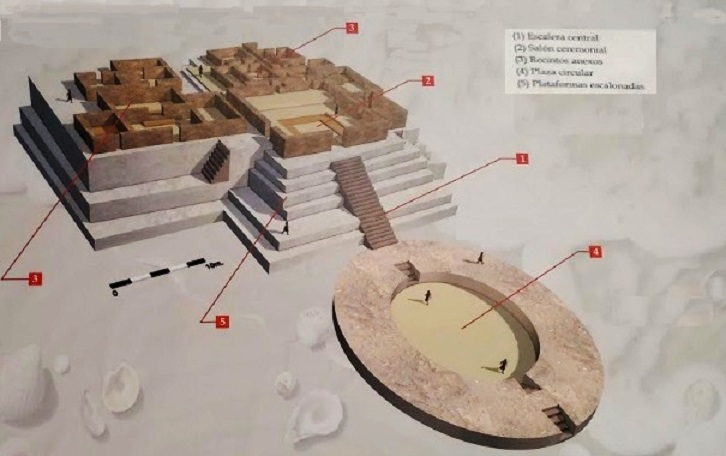
Reconstruction de l'une des pyramides d'Aspero.

La civilisation de Caral-Supe est la première civilisation de l'Amérique précolombienne, située dans l'actuel Pérou, ainsi que l'une des plus anciennes civilisations du monde. Elle s'est formée en 3500 av. J.-C. et les grandes constructions apparaissent à partir de 3100 av. J.-C. Elle dure jusqu'en 1800 av. J.-C. Parmi les plus grandes villes, on trouve Caral et Aspero, le site-type de cette civilisation.

## Période céramique: v.2000av. J.-C.–1533

### Vue d'ensemble
Le développement de la céramique dans la région andine et la production subséquente de poterie pour la cuisson et le stockage marquent le début de la période céramique. L'introduction de la poterie n'est cependant « qu'un élément d'une transformation socio-économique beaucoup plus vaste » le long de la côte andine, les communautés cessant de considérer leurs établissements côtiers comme les principaux centres d'activité au profit d'emplacements plus à l'intérieur des terres, et l'ancienne économie maritime est remplacée par une économie dominée par l'agriculture irriguée.

### Période initiale
Tradition religieuse Kotosh

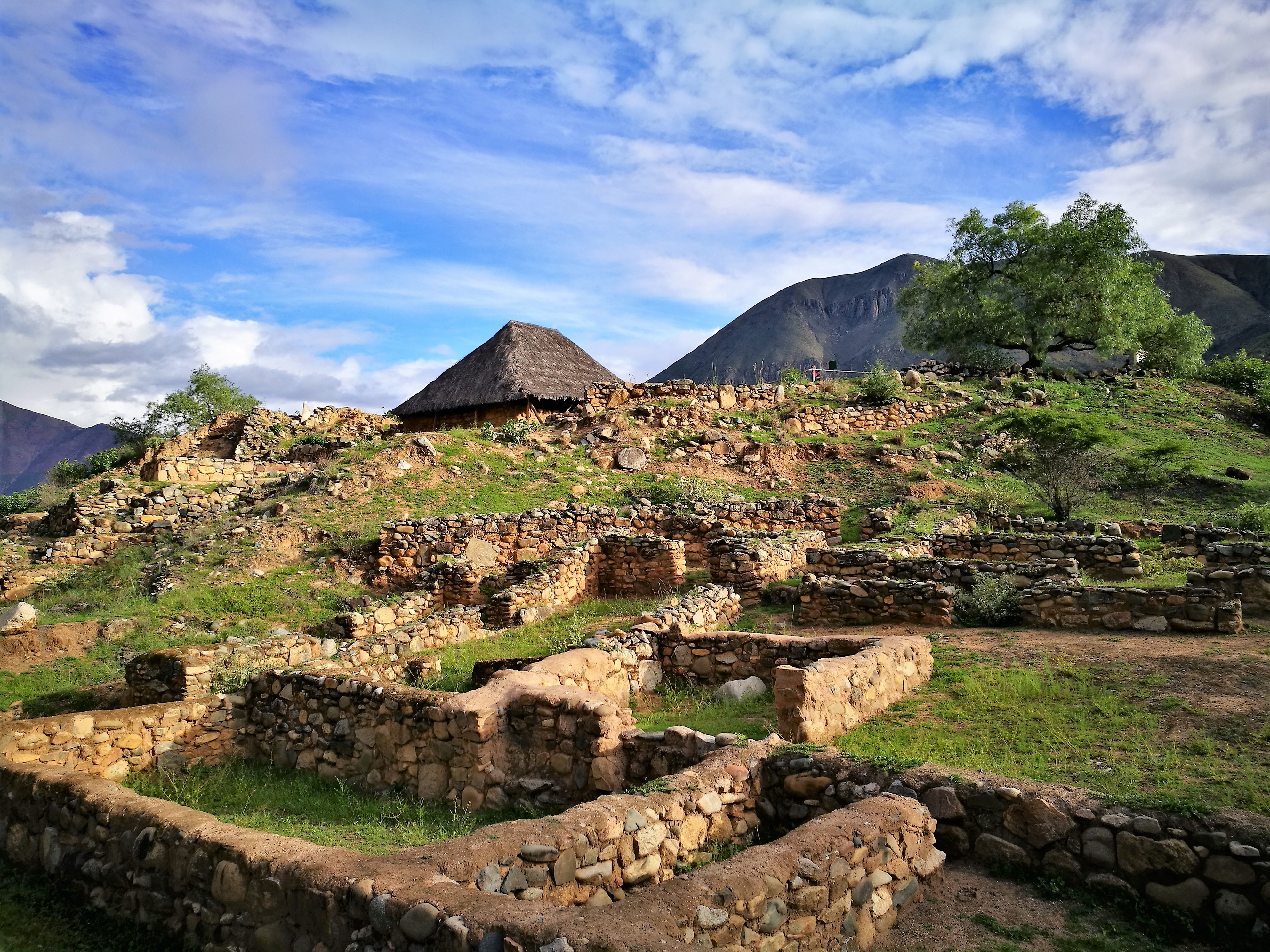
Kotosh.

Dans les zones de drainage des montagnes des Andes, une série de bâtiments cérémoniels ont été construits, que les archéologues ont identifiés comme faisant partie de ce qu'ils ont appelé la tradition religieuse Kotosh (en). L'un des sites les plus importants est celui de Kotosh, qui a donné son nom à la tradition religieuse. Situé sur la rive du Río Higueras, Kotosh se trouve à une altitude d'environ 2 000 m et consiste en « deux grands monticules à plate-forme (en) flanqués de constructions moins importantes et d'un certain nombre de petites structures sur une terrasse fluviale voisine ». Un autre exemple notable de la tradition religieuse de Kotosh se trouve à La Galgada (en) dans le Callejón de Huaylas au Pérou, et se compose à nouveau de deux monticules à plate-forme et de plusieurs structures environnantes.
Puissant séisme au Chili
Vers 1800 av. J.-C., un très puissant tremblement de terre s'est produit au Chili, dans la région du désert d'Atacama. Il s'agit de l'un des plus grands séismes connus, d'une magnitude d'environ 9,5, soit la même magnitude que le tremblement de terre de Valdivia, le séisme le plus puissant de l'histoire. Il a déclenché un tsunami d'une hauteur d'environ 20 mètres qui a traversé tout l'océan Pacifique. Il a également créé une nouvelle mer intérieure dans le désert d'Atacama, qui s'est ensuite asséchée. Les habitants de la région où le tremblement de terre et le tsunami ont frappé étaient à l'époque des chasseurs-cueilleurs, et ils ont probablement subi des pertes considérables. Après cet événement, la région est abandonnée pendant environ 1 000 ans, probablement en raison de la mémoire imprimée des personnes qui y vivaient auparavant.

### Horizon précoce
Culture de Chavín
La culture de Chavín est une civilisation de l'Horizon précoce, qui apparaît en 900 av. J.-C. et perdure jusqu'en 200 av. J.-C. Ses caractéristiques étaient l'intensification du culte religieux et l'apparition de la métallurgie et des textiles, ainsi que des améliorations agricoles.
Culture de Paracas
La culture de Paracas est une culture archéologique qui s'est développée au Pérou de 800 à 100 av. J.-C. Elle se caractérise par des textiles très fins. Elle est le précurseur de la culture Nazca, qui se développe sur ses bases en 100 av. J.-C.

La zone de la civilisation de Chavín, ainsi que les zones d'influence culturelle de Chavín.
Zone de développement et d'influence de la culture de Paracas.

### Intermédiaire précoce
Culture Lima
La culture Lima est une civilisation qui a existé sur le territoire de l'actuelle ville de Lima, entre les années 100 et 650.
Culture Moche
La culture Moche était une culture du nord-ouest du Pérou, qui s'est épanouie entre 100 et 700. Il s'agissait d'un ensemble de territoires culturellement unis, mais politiquement autonomes. La langue supposée de cette culture est le muchik.
Culture Nazca

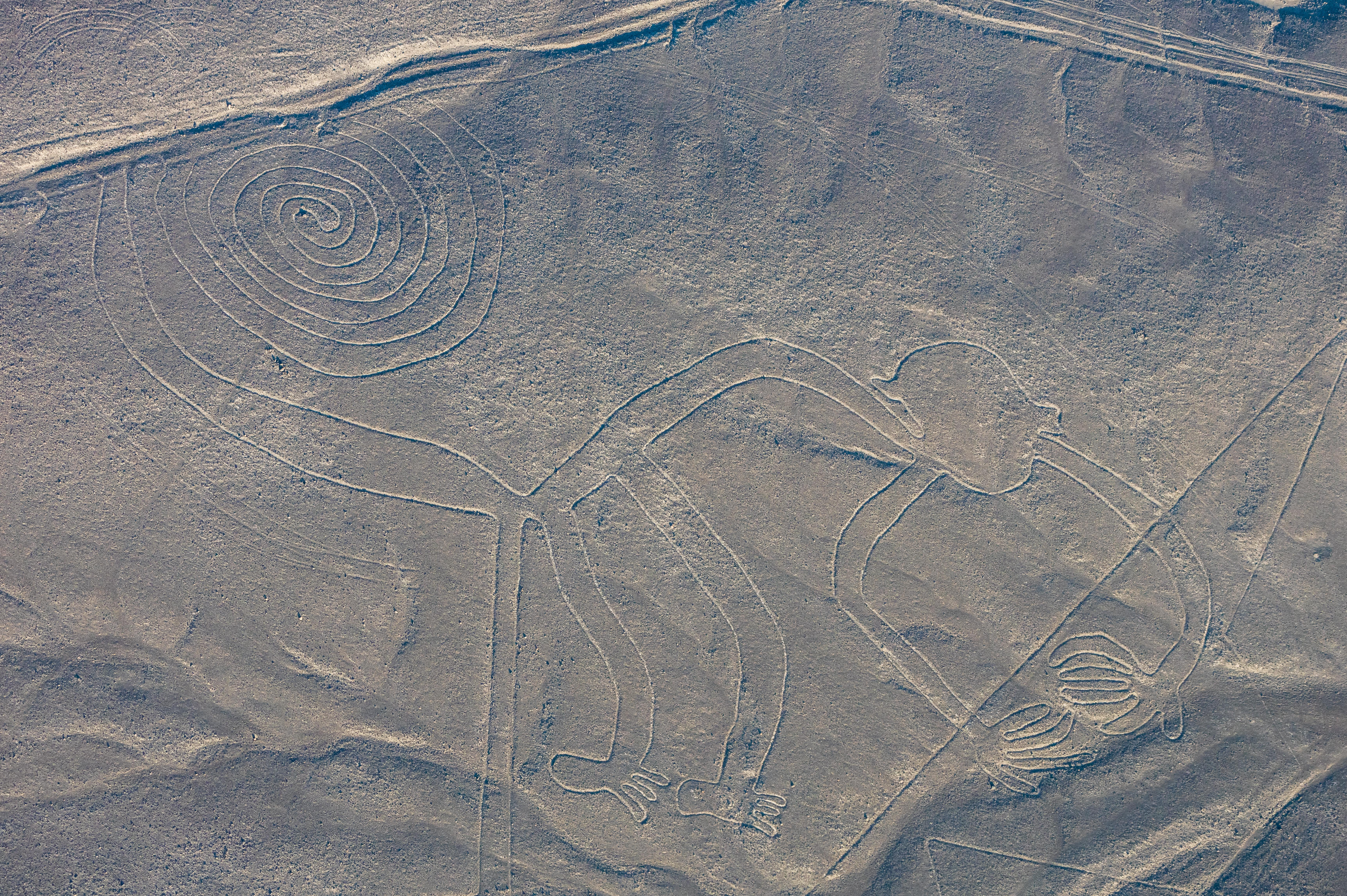
Photographie aérienne de l'une des lignes de Nazca, prise en juillet 2015, montrant le dessin connu sous le nom de Le singe.

La culture Nazca est une culture du sud-ouest du Pérou apparue en 100 av. J.-C. sur les fondations de la culture de Paracas. Elle est célèbre pour les lignes de Nazca, un vaste réseau de géoglyphes dont le but est encore inconnu. Ils produisaient également des textiles et construisaient des puquios, un réseau d'aqueducs, dont certains sont encore en fonction aujourd'hui.

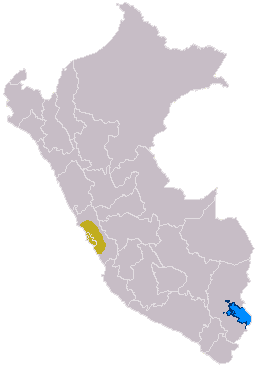
Extension de la culture Lima.
Carte de l'influence culturelle moche.
Aire de contrôle et d'influence des Nazcas.

### Horizon moyen
Empire Wari

Expansion et zone d'influence culturelle.

L'empire Wari (en) est une entité politique péruvienne apparue en 600 et effondrée vers l'an 1000, en même temps que l'empire Tiwanaku (en). Sa capitale était la ville de Huari (en).
Empire Tiwanaku
L'empire Tiwanaku (en) a perduré en Bolivie de 600 à 1000. Sa capitale, Tiwanaku, était en l'an 800 l'une des plus grandes villes de l'Amérique précolombienne, avec une population estimée entre 10 000 et 20 000 habitants. Elle est également remarquable pour son travail de la pierre, en particulier sur le site de Pumapunku, qui est une ruine du complexe. Il n'est pas considéré comme un véritable empire, mais plutôt comme un ensemble de villes vaguement reliées entre elles, car il n'y a aucune preuve de l'existence de dynasties, de routes entretenues par l'État et de marchés.

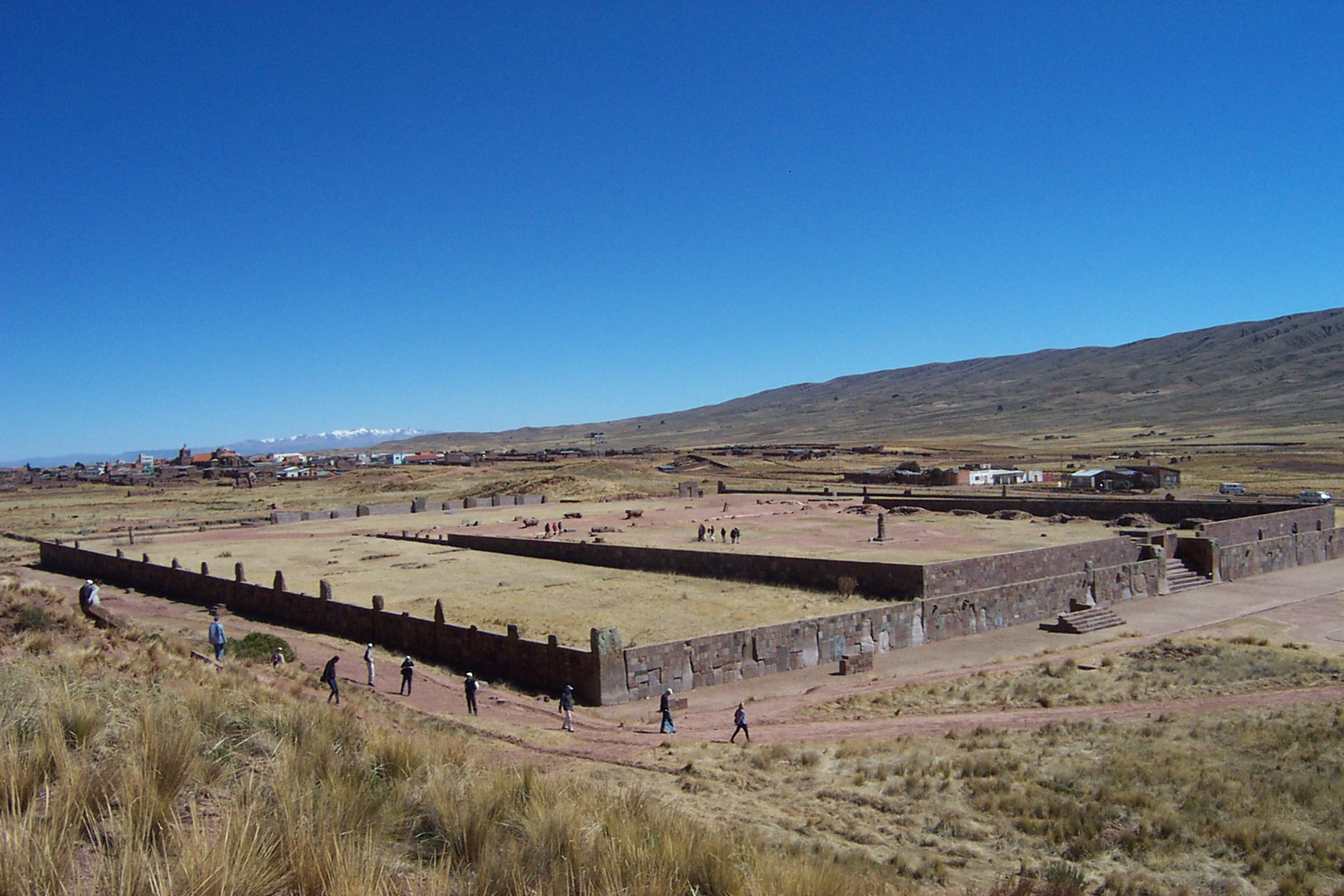
Vue générale du complexe Kalasasaya.
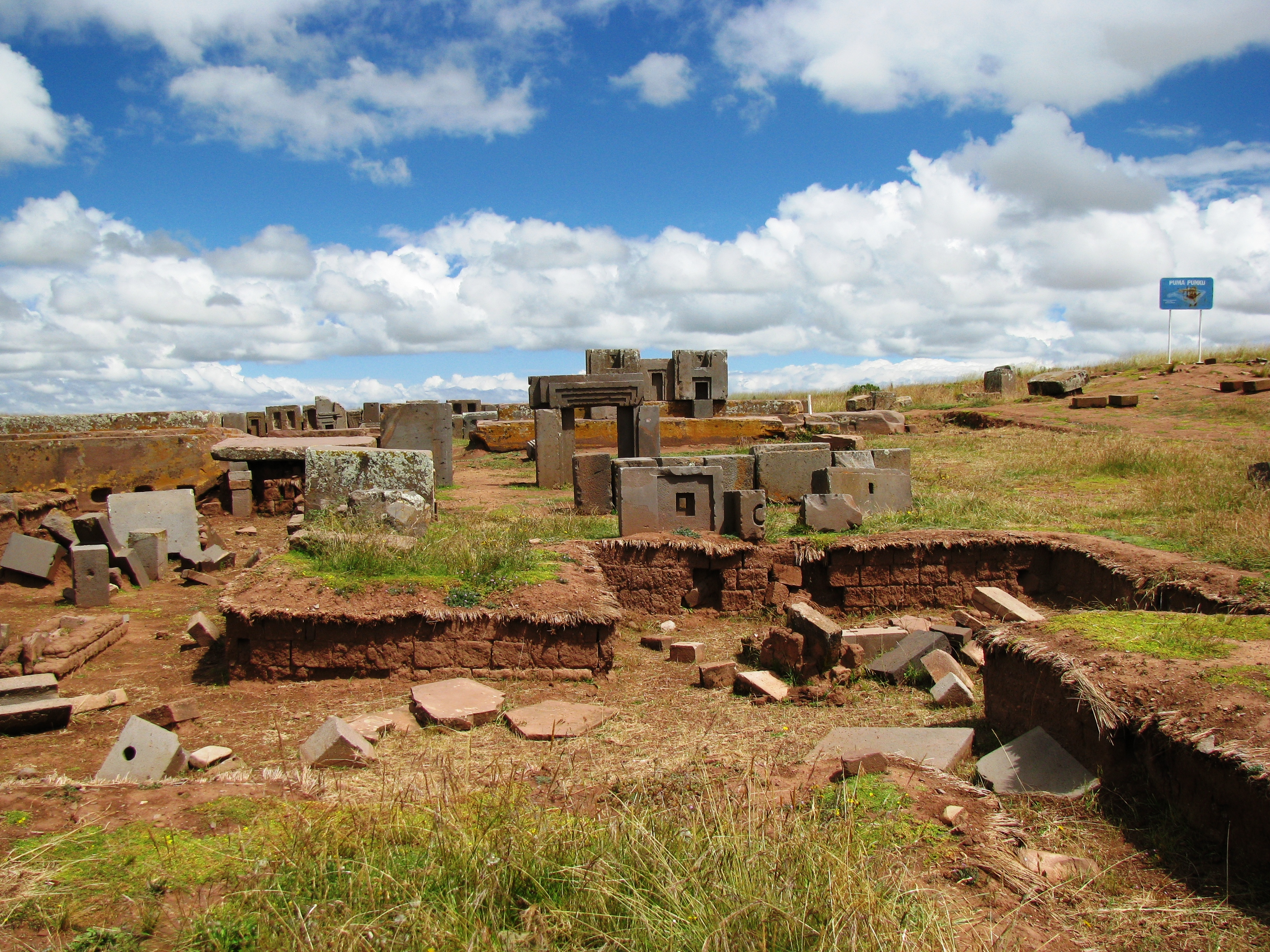
Ruines du complexe de Pumapunku.

### Intermédiaire tardif
Royaume de Cuzco
Le royaume de Cuzco était un petit royaume basé dans le ville de Cuzco. Il est fondé vers 1230 par Manco Cápac, qui fut également le premier Sapa Inca. Il est le prédécesseur de l'empire inca, fondé en 1438 par Sapa Inca Pachacutec.
Chimú

Carte de la zone de contrôle et d'influence de la culture Chimú.

Chimú était une entité politique de la culture Chimú qui a duré de 900 jusqu'à la conquête inca en 1470. Cette culture a été fondée sur le site de la culture Moche antérieure. Il s'agissait d'une monarchie et d'un État unifié. Les langues supposées de cet État étaient le mochica, langue de la culture Moche antérieure, et le quingnam (en), langue du peuple Chimú.
C'est la culture qui a pratiqué le plus grand sacrifice collectif d'enfants connu, découvert en 2011, et réalisé entre 1400 et 1450, avec 227 victimes. Ils sont également connus pour le massacre de Punta Lobos (en), découvert en 1997. Il a eu lieu vers 1350 et environ 200 personnes ont été tuées, les yeux bandés et les mains menottées. On suppose également qu'il s'agit d'un exemple de sacrifice de masse.
Royaumes aymaras

Royaumes aymaras.

Les royaumes aymaras (en) étaient un groupe de cités aymaras ayant prospéré entre 1150 et 1477. Ils sont apparus après l'effondrement de l'empire Tiwanaku (en). Il y a eu 12 grands royaumes aymaras.

### Horizon tardif
Empire inca

L'empire inca à son apogée territoriale, vers 1525.

Machu Picchu, un site montagneux habité à l'époque de Tahuantinsuyu.

C'est à l'Horizon tardif qu'un empire inca se développe sur toute la chaîne des Andes. Il s'appelait Tahuantinsuyu, ce qui signifie « Les quatre régions » en quechua.
Il s'élève en 1438, à partir du royaume de Cuzco, et son premier empereur est Pachacutec. Au cours des décennies suivantes, sous la direction de son fils, Tupac Yupanqui, qui règne de 1471 à 1493, l'empire se développe rapidement et, à l'arrivée de Christophe Colomb, il est le plus grand empire des Amériques précolombiennes. L'empereur suivant, Huayna Capac, règne jusqu'en 1527 environ, date à laquelle il meurt subitement de la variole, introduite par les Européens. Sa mort déclenche une guerre civile entre ses fils qui, combinée à la variole, affaiblie l'empire, qui est finalement conquis par Francisco Pizarro en 1533, marquant le début de la période de colonisation européenne et devenant une partie de l'empire espagnol.
Bien que l'empire inca se soit fortement inspiré des réalisations technologiques et organisationnelles des cultures andines antérieures, les dirigeants incas ont refusé d'accepter ces antécédents, affirmant au contraire qu'avant l'avènement de Tahuantinsuyu, les Andes avaient simplement été habitées par des tribus guerrières primitives que la tribu inca a unifiées sous sa propre influence civilisatrice.